# Idaea epicyrta
Idaea epicyrta är en fjärilsart som beskrevs av Turner 1917. Idaea epicyrta ingår i släktet Idaea och familjen mätare. Inga underarter finns listade i Catalogue of Life.